# Pitkäjärvi (sjö i S:t Michel, Södra Savolax, 61,94 N, 27,34 Ö)
Pitkäjärvi är en sjö i kommunen S:t Michel i landskapet Södra Savolax i Finland. Sjön ligger 125,7 meter över havet. Arean är 80 hektar och strandlinjen är 8,04 kilometer lång. Sjön  ingår i Vuoksens huvudavrinningsområde.   Den ligger omkring 27 kilometer norr om S:t Michel och omkring 230 kilometer nordöst om Helsingfors. 
I sjön finns ön Korkeasaari (0,8 hektar) och de små holmarna Akansaari och Ukonsaari (båda är mindre än 0,1 hektar). 